# Мечеть Иса-бей
Иса-бей джами (тур. İsabey Camii) — мечеть, построенная в 1374—1375 гг., являющаяся одним из старейших памятников архитектурного искусства, оставшихся от анатолийских бейликов. Мечеть расположена в Сельчуке.

## История
Он был построена дамасским архитектором Али ибн Мишимишем по заказу Айдыноглу Иса-бея. В XIX веке мечеть использовалась в качестве караван-сарая.

## Архитектура
Мечеть состоит из молитвенного зала и внутреннего двора. Фонтан, находящийся внутри двора окружают 12 колонн. Мечеть имеет два основных входа, с востока и запада. Над молитвенным залом возвышаются два купола диаметром 9,4 и 8,1 метров. Строительные материалы заимствованы из руин Эфеса. Западная стена покрыта мрамором и имеет выгравированные надписи геометрических форм. Другие стены выполнены из тесаного камня. Мечеть построена асимметрично (48х56 метров). Верхняя часть кирпичного минарета разрушена. Минарет, находившийся на западной стороне мечети разрушен полностью.